# Apatosaurus ajax
Espèce
Apatosaurus ajax est une espèce de dinosaure sauropode de la famille des diplodocidés. C'est l'espèce type du genre Apatosaurus. 

## Découverte
Il fut découvert pendant la guerre des os par O. Marsh en 1877 qui découvrit deux ans plus tard une autre espèce d'Apatosaure qu'il nomma A. laticollis. Celle-ci fut par la suite réassignée à A. ajax.

## Paléobiologie

### Croissance
Le bassin de ce dinosaure changeait durant sa croissance, le nombre de vertèbres sacrées soudées passant de trois à cinq à mesure qu'il grandissait (ce qui amena à croire pendant près de deux décennies que le brontosaure formait deux genres distincts).

### Dentition

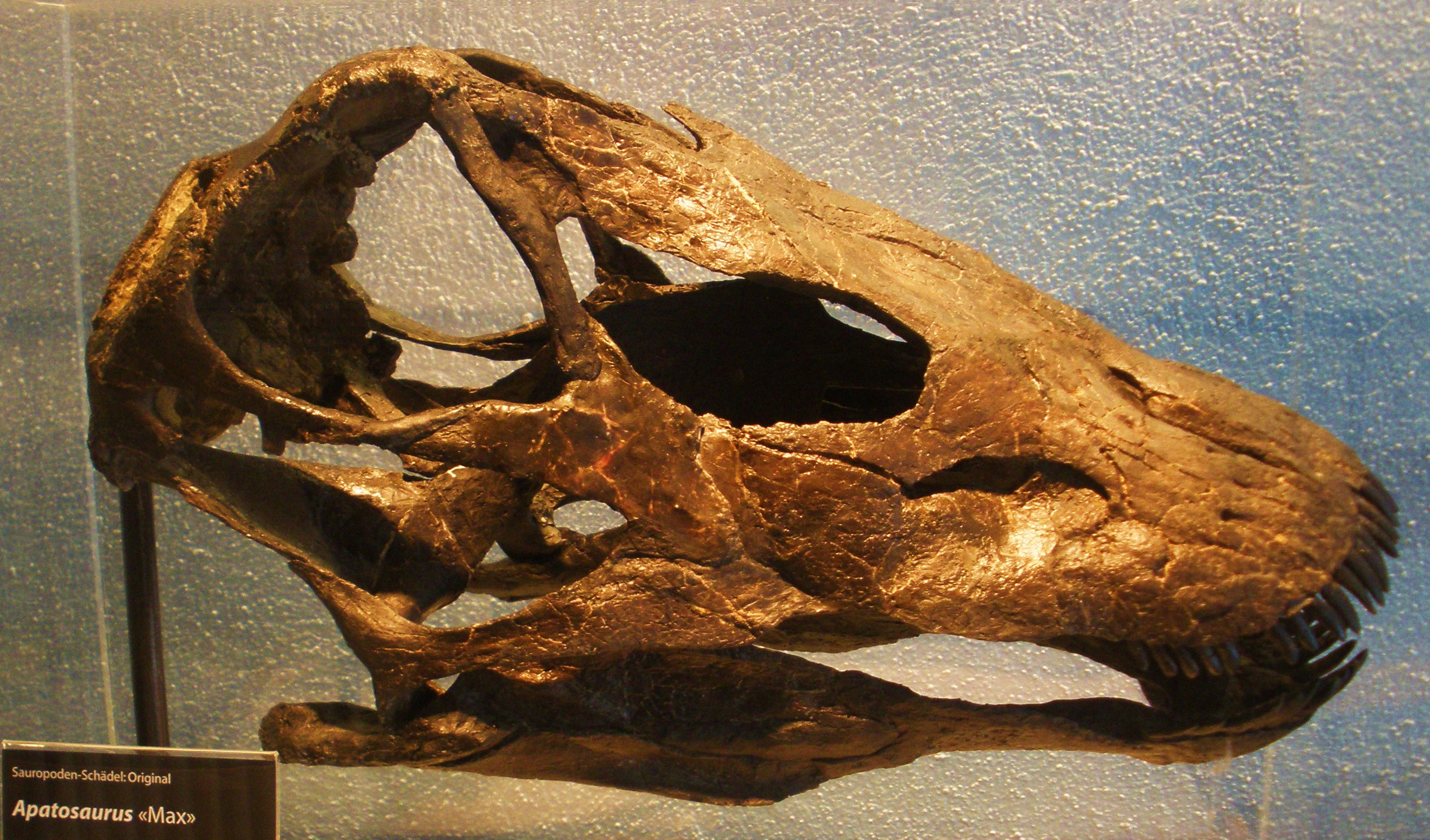
crâne fossilisé d'apatosaure

Tout comme les autres diplodocidés, Apatosaurus ajax possédait de fines et nombreuses dents lui servant à racler la végétation.

### Comportement
Comme chez d'autres diplodocidés, les individus de cette espèce se déplaçaient en troupeaux composés d'individus d'âge similaire. Ce qui signifie donc que les adultes devaient probablement s'occuper peu ou pas de leurs petits.

## Paléoécologie

### Prédation
Les adultes en bonne santé n'avaient probablement pas de prédateurs naturels mais c'était loin d'être le cas pour les plus jeunes qui étaient à la merci des carnivores tel Allosaurus.